# Peyton Siva
Peyton Robert Siva, Jr. (nacido el 24 de octubre de 1990 en Seattle, Washington) es un exjugador de baloncesto estadounidense, de ascendencia samoana, que actualmente forma parte del cuerpo técnico de los Louisville Cardinals, concretamente como director de desarrollo de jugadores. Con 1,83 metros de altura, jugaba en la posición de base.

## Trayectoria deportiva

### Universidad

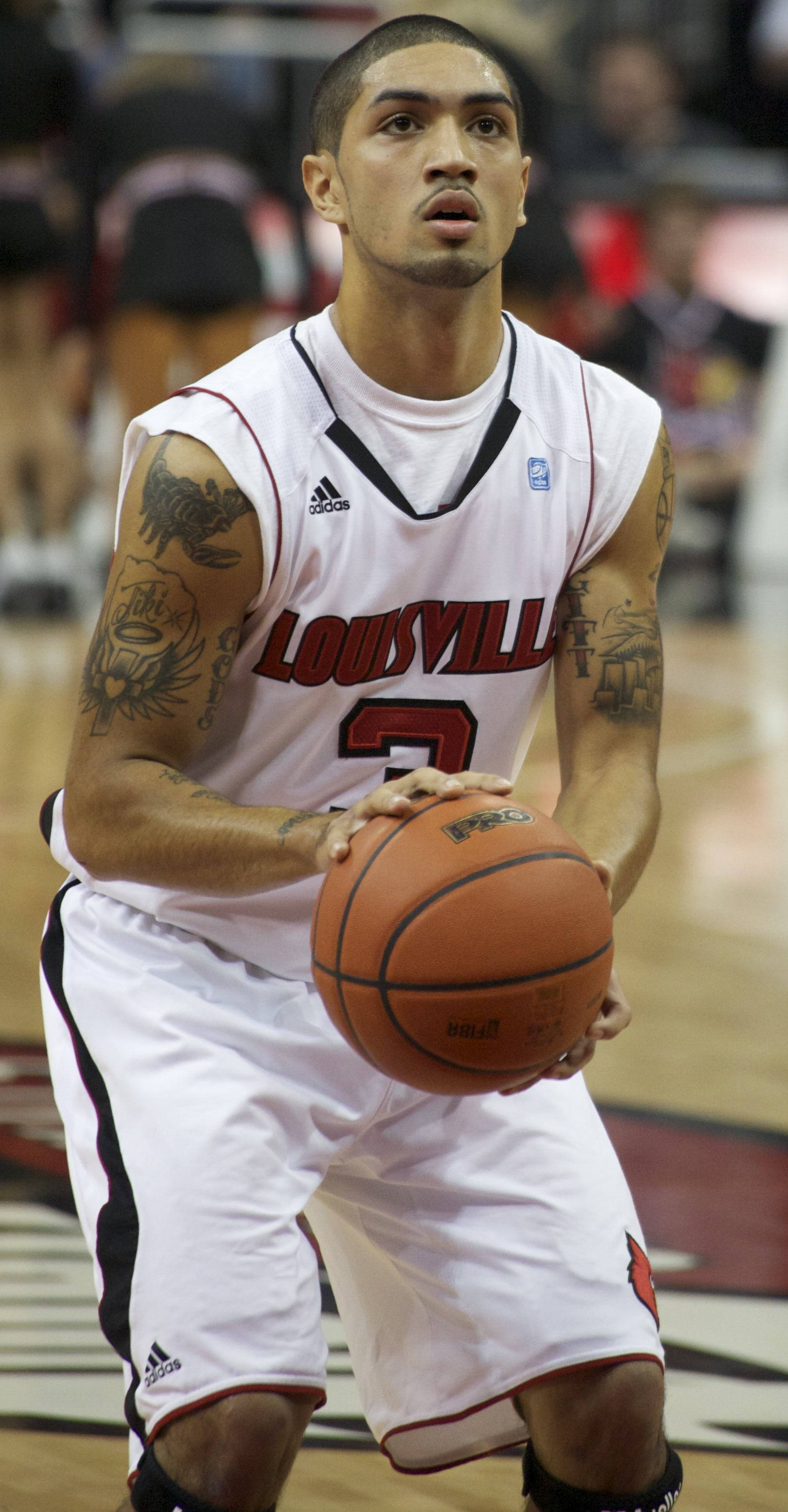
Siva en su etapa universitaria con los Cardinals.

Tras haber participado en 2009 en el prestigioso McDonald's All-American Game, jugó durante cuatro temporadas con los Cardinals de la Universidad de Louisville, en las que promedió 8,4 puntos, 2,4 rebotes y 4,7 asistencias por partido. En su última temporada se proclamó campeón del Torneo de la NCAA tras derrotar a los Michigan Wolverines en la final, en la que consiguió 18 puntos, 6 rebotes, 5 asistencias y 4 robos de balón. Es el primer jugador tras Patrick Ewing en lograr en dos ocasiones (2012 y 2013) el galardón de mejor jugador del torneo de la Big East Conference. Fue incluido en el tercer mejor quinteto de la conferencia y galardonado con el Frances Pomeroy Naismith Award, premio que se otorga al mejor jugador universitario que no supere los 1,83 metros de estatura.

### Profesional
Fue elegido en la quincuagésimo sexta posición del Draft de la NBA de 2013 por los Detroit Pistons, con los que firmó contrato el 5 de agosto. Debutó como profesional ante Washington Wizards, no logrando conseguir anotar. Durante su temporada de rookie, tuvo varias asignaciones a los Fort Wayne Mad Ants de la Liga de desarrollo de la NBA. A mitad de julio de 2014, Siva fue descartado por los Pistons.
A finales de julio de 2014, firmó un contrato con los Orlando Magic. Sin embargo, fue descartado por los Magic el 25 de octubre de 2014, a pocos días para el inicio de la temporada 2014-15 de la NBA.
A finales de octubre de 2014, Siva fue adquirido por los Erie BayHawks de la Liga de desarrollo de la NBA.
En verano de 2016, firma por el ALBA Berlín de la Basketball Bundesliga, con el que jugó durante cinco temporadas. Siva jugó un total de 43 partidos en la Euroliga y 39 en la EuroCup con el club alemán
En 2021, firma por los New Zealand Breakers de la NBL, con el que promedió 11,8 puntos, 4,6 asistencias, 2,5 rebotes y 2,0 robos en 23 partidos disputados. 
El 28 de abril de 2022, firma como jugador del Panathinaikos B. C. de la A1 Ethniki.Con los que jugaría un total de 12 partidos promediando 2,9 puntos, 2,4 rebotes y 3,2 asistencias en 17 minutos de media por partido.
El 19 de octubre de 2022, el estadounidense firmó con los Illawarra Hawks de la NBL por una temporada, la cual sería su última como jugador de baloncesto profesional.

### Entrenador
El 16 de abril de 2024, se volvería a unir a los Louisville Cardinals de su amada Universidad de Louisville, pero ahora como director de desarrollo de jugadores.

## Estadísticas de su carrera en la NBA

### Temporada regular
| Año     | Equipo  | PJ | PT | MPP | %TC  | %3P  | %TL  | RPP | APP | ROB | TPP | PPP |
| ------- | ------- | -- | -- | --- | ---- | ---- | ---- | --- | --- | --- | --- | --- |
| 2013–14 | Detroit | 24 | 0  | 9.3 | .316 | .280 | .733 | .6  | 1.4 | .4  | .0  | 2.3 |
| Total   | Total   | 24 | 0  | 9.3 | .316 | .280 | .733 | .6  | 1.4 | .4  | .0  | 2.3 |